# Кангри
Кангри — наречие в составе языкового кластера догри-кангри индоарийской группы языков. Распространён в Северной Индии, преимущественно в округе Кангра штата Химачал-Прадеше, в долине Кангра.
Структурно догри-кангри является разновидностью панджаби, однако с 1960-х годов, по политическим причинам его стали сближать с языковым кластером западный пахари.

## Факты
Ранее код языка в Ethnologue был DOJ, но позднее он был изменён на XNR для соответствия стандарту ISO 639-3.